# Passage Charlemagne
Passage Charlemagne je ulice v Paříži v historické čtvrti Marais. Nachází se ve 4. obvodu. Stejně jako přilehlá Rue Charlemagne nese jméno Karla Velikého.

## Poloha
Ulice vede od domu č. 16 na Rue Charlemagne a končí u domu č. 119 na Rue Saint-Antoine.

## Historie
Ulice byla jako veřejná komunikace otevřena v roce 1825.